# Sverre Strandli
Sverre Strandli (Noruega, 30 de noviembre de 1925-4 de marzo de 1985) fue un atleta noruego especializado en la prueba de lanzamiento de martillo, en la que consiguió ser subcampeón europeo en 1954.

## Carrera deportiva
En el Campeonato Europeo de Atletismo de 1954 ganó la medalla de plata en el lanzamiento de martillo, llegando hasta los 61.07 metros, siendo superado por el soviético Mikhail Krivonosov (oro con 63.34 metros que fue récord de los campeonatos) y por delante del húngaro József Csermák (bronce con 59.72 metros).